# František Klepš
František Klepš (15. září 1894 Herálec – ?) byl československý voják, jeden z průkopníků letectví, zvláště nočního létání.

## Profesní kariéra
Jako vojenský letec na podzim 1917 začal létat v carském Rusku během I. světové války. Zastával funkci leteckého pozorovatele. Hodnost poručíka mu byla přiznána se zpětnou platností k 1. únoru 1918.
Svoji dráhu československého vojenského pilota zahájil po I. světové válce. Mnoho nechybělo a jak rychle jeho kariéra začala, tak stejně rychle mohla skončit. Na v Itálii ukořistěném letadle Bristol F.2B Fighter (č. D 8075) totiž 13. března 1919 u Odolic při nouzovém přistání havaroval. Naštěstí pilot Julius Arigi a pozorovatel npor. František Klepš od Pěšího pluku 18 zůstali nezraněni, ale letadlo bylo zničeno. Viníkem byl označen npor. Klepš, protože přes výslovný zákaz setníka Dusila nedohodl s velitelstvím leteckého sboru odlet a odstartovali z Podmokel s Arigim samovolně.
V roce 1920 byl zařazen do leteckého učiliště v Chebu, kde absolvoval letecký výcvik. V roce 1921 byl přidělen k leteckému pluku 3 umístěném na Slovensku. Dnem 1. července 1922 byl nadporučík Klepš jmenován pilotem-letcem u leteckého pluku č. 1. V letech 1923–26 se stal velitelem dopravního oddílu Čs. státních aerolinií na lince Bratislava-Košice a současně vedoucím stanice Bratislava. V tom období byly linky ČSA pilotovány především s vojenskými letci a létalo se s vojenskými letadly. První let na lince Bratislava-Košice se uskutečnil 5. května 1924 za pilotáže nadporučíka F. Klepše. Na podzim 1925 byl Klepš povýšen do hodnosti kapitána. Již jako štábní kapitán letectva se stal od léta 1926 předním odborníkem v oblasti nočního stíhacího letectva. Byl přidělen do Prahy k 1. leteckému pluku a stal se velitelem I. perutě leteckého pluku 6 a současně velitelem 81. noční letky československého letectva (1926–1930). Když pak byl ve Vajnorech zřízen první kurz nočního létání, byl Klepš jmenován velitelem všech těchto kurzů. V pořadí druhý kurz nočního létání se konal u 1. pluku v Praze a vedl jej opět kapitán František Klepš.

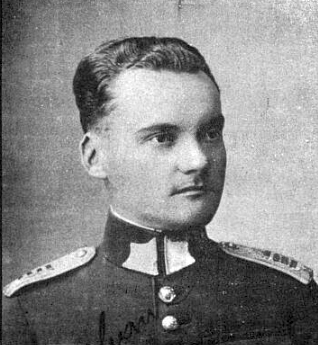
škpt. František Klepš (1928)

V roce 1925 zahájila činnost firma Klevin (pozdější Mikrotechna Modřany), která byla založena dvojicí pilotů Československé armády, Františkem Klepšem a Zdeňkem Vinopalem. Vznikla z popudu a kapitálu dvou vojenských pilotů Klepše a Vinopala. V letech 1927–1931 byly zahájeny konstrukční a vzorkové práce na později vyráběných leteckých přístrojích na zařízeních firmy Meta (výroba rentgenových přístrojů). Firma oficiálně vznikla v roce 1931, kdy jí byla povolena výroba. V roce 1933 však Klepš z tohoto podnikání odstoupil a firma se přejmenovala po přistoupení Karla Vinopala na Bratři Vinopalové, továrna na výrobu leteckých palubních přístrojů.
Na pozvání francouzského ministra letectví Laurena Eynaca odletěla 15. května 1929 šestičlenná skupina vojenských letounů Letov Š-16 do Paříže. Vedoucím pilotem skupiny byl štkpt. František Klepš. Druhý den startovala eskadra z Nancy, aby následně přistála na pařížském letišti Le Bourget. Laurent Eynac vyznamenal šéfa československého letectva gen. ing. Jaroslava Fajfra komandérským řádem čestné legie, škpt. Klepš a štkpt. Zelený byli vyznamenáni rytířským řádem čestné legie. Do Prahy se celá skupina vrátila 22. května.
Koncem roku 1929 byl povýšen do hodnosti majora (21. prosince 1929). Na XIII. valné hromadě Svazu letců republiky Československé byl mjr. Klepš byl v březnu 1931 pro běžný rok zvolen do předsednictva svazu jako místopředseda. Od 15. října 1931 absolvoval devíti měsíční kurz pro velitele oddílů. Ve Kbelích u I. perutě 6. leteckého pluku jako velitel působil do února 1933.

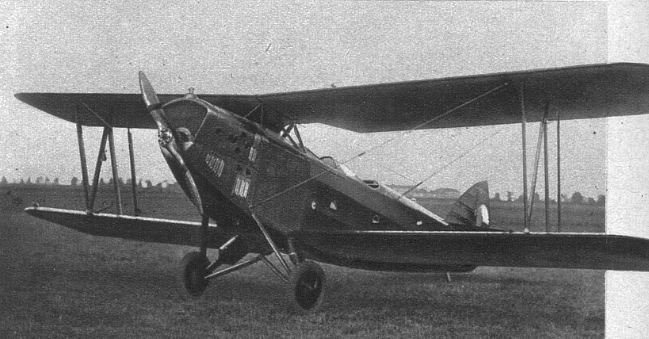
Letov Š-25 upravený pro noční létání (na křídlech jsou namontovány osvětlovací reflektory)

Od 1. února 1933 do ledna 1934 byl Klepš pověřen (po dobu uvolnění z armády) řízením leteckého oddělení (organizátor leteckého provozu a instruktor leteckého výcviku) Baťovy letecké společnosti (BLS) s ohledem na letecký provoz a bezpečnost provozu. Klepš vypracoval podrobné bezpečnostní předpisy, nařídil pravidelné technické kontroly letadel a školení personálu. Tato opatření byla i reakcí na leteckou havárii stroje Junkers F 13 (D-1608, výr. č. 2037) užívaném BLS 12. července 1932 v Otrokovicích, při níž zahynul šéfpilot Jindřich Brouček a majitel firmy Tomáš Baťa. Příčinou tragické havárie byla srážka se zemí v důsledku ztráty orientace v mlze. Právě od února 1933, kdy začal ve společnosti pracovat František Klepš a společnost již vedl Jan Antonín Baťa, společnost BLS začala nakupovat šestimístné (1+5), jednomotorové dopravní letouny Aero A-35 se zvětšenými nádržemi na palivo a československými hvězdicovými motory Walter Castor II (o nominálním výkonu 191 kW/260 k), kterých postupně bylo pořízeno do dubna 1934 pět. Létaly s imatrikulacemi OK-ATD, -ATK, -ATN, -ATX, -ATZ a tři z nich byly provozovány až do zastavení letového provozu po okupaci v roce 1939. Nalétaly u společnosti tisíce hodin, převezly mnoho cestujících i nákladu a stejně jako u ČSA patřily v té době k „páteři“ podnikové letecké dopravy. Z domovského letiště Otrokovice (tehdy Aerodrome Baťov) se nejčastěji létalo do Prahy-Kbel, ale také do Bratislavy, do Vukovaru přes Záhřeb, do Berlína i do Španělska.
Po návratu k činné službě byl podplukovník letectva František Klepš (povýšen na podplukovníka usnesením vlády ČSR dle rozhodnutí ze dne 30. června 1933) velitelem perutě I/6 u bombardovacího 6. leteckého pluku, který sídlil na letišti ve Kbelích (1934–5). 71. a 72. letka této perutě byla vyzbrojena letouny Aero Ab-101 a Avia B-71. Od dubna 1935 byl velitelem I. perutě bombardovacího Leteckého pluku 5 (od 1. 4. 1935 do 24. 9. 1938, nejdříve na letišti v Kbelích a od 1. 3. 1936 v Brně, v kasárnách Edvarda Beneše na letišti ve Slatině, kde byl i velitelem letiště. V době mobilizace v roce 1938 byl nadále velitelem těžké bombardovací perutě (I/5). Velitelství První peruti leteckého pluku 5 bylo zařazeno do Mobilisačního tělesa 605 jako mobilizovaný útvar 605-A-2 s krycím názvem Moskyt. Velitelem byl pplk. let. František Klepš od 24. září 1938 do 22. října 1938. Podřízenými jednotkami byly letky 81 (krycí jméno Kukla) a 82 (krycí jméno Larva) operující na těžkých bombardérech Aero MB-200. Byly dislokovány na polním letišti v Měníně (Dvůr Jalovisko), potom v Křižanove a ještě později v Leteckých kasárnách v Brně.
Po vzniku Protektorátu Čechy a Morava se přes Svaz letců RČs, jehož byl dlouholetým členem, zapojil do akce k odchodu československých letců za hranice. Větší vydání spojená s emigrací pilotů – až 35 000 měsíčně – kryl podplukovník letectva František Klepš, ale nikdy neprozradil, odkud peníze má. Klepš v té době podléhal ministru veřejných prací Protektorátu Čechy a Morava Dominiku Čiperovi. Přestože byl Čipera po válce obžalován z kolaborace a krátce uvězněn, byl 2. května 1947 Národním soudem zproštěn obvinění, neboť mu výrazně pomohla jeho podpora odboje.
Po II. světové válce byl Klepš reaktivován do Československé armády resp. Československé lidové armády. Od 1. října 1946 zaměstnanec Ministerstva národní obrany byl jako absolvent vojenské akademie povýšen do hodnosti plukovníka letectva. V letech 1951–1955 až do odchodu do důchodu byl zaměstnán u Vojenské technické akademie (VTA) v Brně.

## Sportovní úspěchy

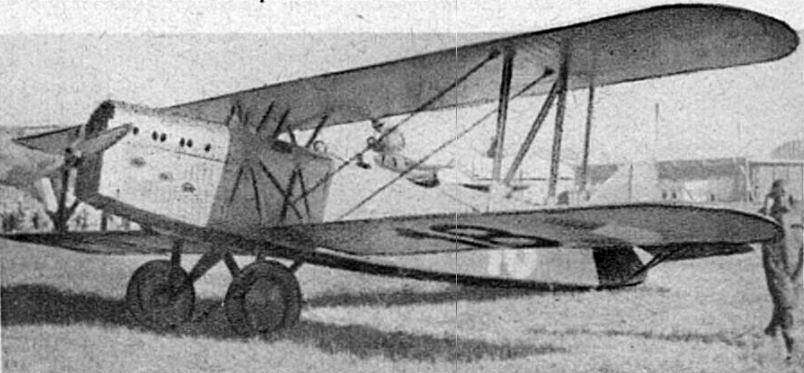
Letov Š-316, na kterém Klepš při letu Kolem Malé dohody a Polska obsadil 3. místo (1928)

Se sportovním létáním začal František Klepš v polovině 20. let. Na III. leteckém závodu v rychlosti o cenu presidenta republiky Masaryka obsadil v roce 1925 na letounu Aero A-11 s motorem Walter W-IV o výkonu 176 kW/240 k 5. místo v kategorii C s užitečným zatížením 500 kg. Kpt. Klepš docílil rychlosti 186,574 km/h.
V roce 1927 se zúčastnil I. ročníku závodu Kolem Malé dohody a Polska. To letěl na letounu Letov Š-16.2, ale tato premiéra nebyla úspěšná. Při přistávání ve Varšavě se mu na letounu zlomil podvozek, byť do té doby v celkovém pořadí soutěže byl na vedoucím místě a měl tak šanci na celkové prvenství. V srpnu 1928 se konal II. ročník závodu letadel zeměmi Malé dohody a Polska, určený pro vojenské letouny a zde si Klepš výrazně polepšil. Tento ročník byl uspořádán Aeroklubem RČs na trase Praha-Krakov-Varšava-Bukurešť-Bělehrad-Záhřeb-Brno-Praha. Vítězem se stal škpt. Kalla s četařem Taufrem na letounu Š-216 s motorem Walter Jupiter VIII-R a 3. místo obsadil štkpt. Klepš s pozorovatelem mjr.-gšt. Karlem Janouškem na letounu Š-316 s francouzským motorem Hispano Suiza 12 Lb o výkonu 441 kW/600 k. Trať měřila přibližně 3000 km a součástí soutěže byl i výstup do výše 5000 m. Letoun absolvoval soutěž s užitečným zatížením 868 kg, čistá celková doba letu činila 15 hodin při průměrné rychlosti 207,467 km/h. V soutěži stoupání dosáhl Klepš výšky 5000 m za 33,6 min. Za odměnu získal 25 000 Kč.

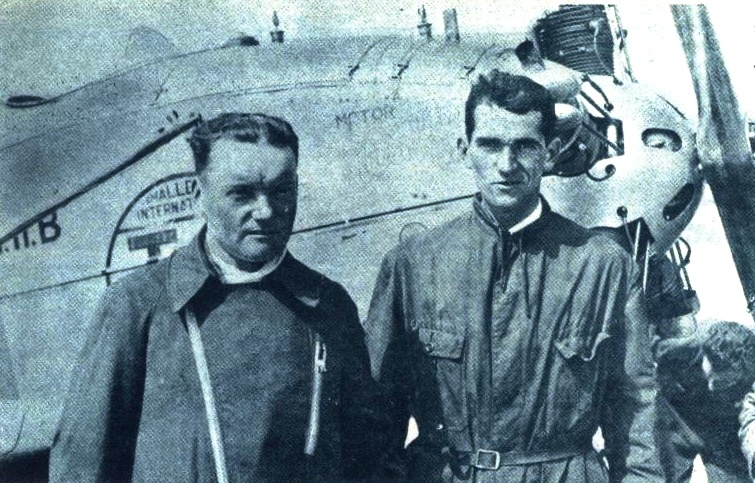
Pilot František Klepš a mechanik Bárta při závodu Challenge International de Tourisme 1929

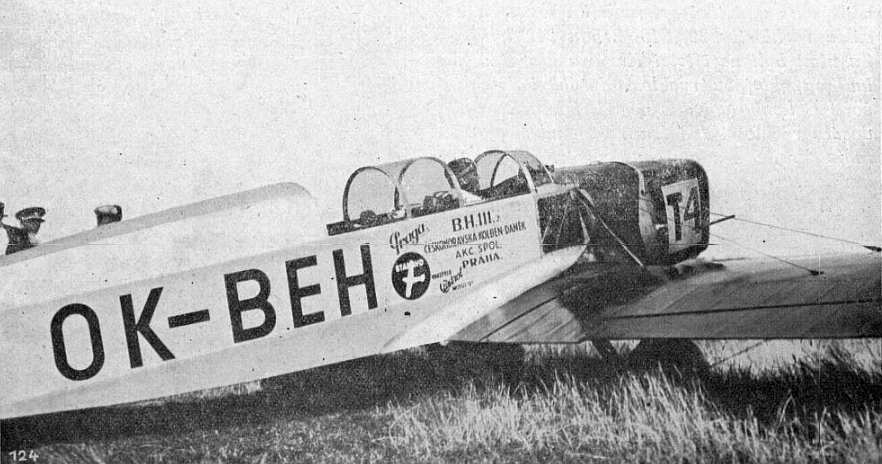
František Klepš (Praga BH-111) na pražském letišti při Challenge 1932

Soutěž Challenge International de Tourisme 1929 se skládala ze dvou částí: technických zkoušek letadel v Paříži na letišti Orly (4. srpna) a přeletu nad Evropou (9.-14. srpna). Jelikož jedním z cílů závodu bylo dosáhnout pokroku ve stavbě letadel, nešlo pouze o soutěž pilotů, ale technické zkoušky zahrnovaly také hodnocení konstrukce, aby bylo možné stavět pokročilejší turistické letouny, udělovaly se body za praktickou jakost a za rychlost výměny dílů. Soutěž tedy spočívala v předletových technických testech a z letu na stanovené trase po Evropě o délce přes 6 000 kilometrů. Zde se hodnotila rychlost a pravidelnost letu. František Klepš na Avia BH-11 Antilopa zvítězil v technické části 1. ročníku letecké soutěže. Tovární letadla Avia pro tento šestidenní závod turistických letadel Challenge v roce 1929 byla vyrobena 4, ale závodu se účastnily 2 stroje, letouny L-BABH a L-BABG s motorem Walter Vega o výkonu 85 HP, většími palivovými nádržemi, sníženou pyramidou za hlavou pilota a lomenou osou podvozku. Pilot mjr. František Klepš na BH-11B (L-BABG, st. č. T-1) s mechanikem, četařem Bohumilem Bártou získal v celkovém pořadí soutěže sedmé místo. Přestože se jednalo o stroj spíše turistický, umístil se v technických zkouškách na 1.–3. místě (32,5 b.), ale při samotném letu byl odsunut na celkovou 7. pozici (126,5 b.) letadly spíše sportovními a tedy rychlejšími.
Na letounu Letov Š-516.1 s třířadým osmnáctiválcem Isotta Frachini "Asso" RV o výkonu 588/735 kW (800/1000 k) osádka mjr. František Klepš – npor. Pavel Frank obsadila druhé místo (za francouzským Breguetem jugoslávské armády) a osádka npor. Langer-npor. Petržela 6. místo v posledním, IV. ročníku závodu Kolem Malé dohody a Polska, který se konal koncem srpna 1930 (23.8.–1.9.). Díky silnému motoru Asso a nové třílisté kovové vrtuli Klepš ve čtyřech etapách dosáhl nejvyšší průměrné rychlosti (Varšava-Lvov-Praha, Bělehrad-Bukurešť, Bukurešť-Jasy a Jasy-Lvov. 
Soutěž Challenge International de Tourisme 1932 se konala v srpnu 1932, měřila celkem 7348 km a hlavním pořadatelem tohoto ročníku byl Aeroklub Německa (start a cíl ve Staakenu). V soutěži, do které odstartovalo celkem 43 účastníků, dosáhly na letounech Praga BH-111 s motory De Havilland Gipsy III o výkonu 77 kW/105 k (jako tovární tým Českomoravské-Kolben-Daněk) osádky Josef Kalla–Novák (OK-BAH, start. č. T-2) na 12. místo (jiný zdroj uvádí, že Kalla skončil na 16. místě) a František Klepš–Gernie na 21. místo (OK-BEH, start. č. T-4) mezi 24 které závod dokončily. Třetí BH-111 s osádkou ve složení Karel Mareš–Novotný závod nedokončila (start. č. T-3), protože musela kvůli poruše motoru nouzově přistát v blízkosti Padovy, přičemž byl stroj poškozen. V technickém hodnocení získala BH-111 4. místo mezi celkem 17 typy účastnícími se soutěže. Všechny letouny byly vybaveny novými, dvoulistými kovovými vrtulemi Letov s natáčecími listy.

## Publikační činnost
- Noční stíhací letectvo, Vojenské rozhledy, ročník 9., č. 12., s. 703–713, MNO, Praha 1928
- Moderní stíhací letoun, Letecké rozhledy, ročník 1., č. 1., s. 74–83, MNO, Praha 1931